# بخواهی برنده می‌شوی
اگر بخواهی، می‌توانی برنده شوی (به انگلیسی: You Can Win If You Want) دومین آهنگ از نخستین آلبوم گروه آلمانی مدرن تاکینگ در سبک یوروپاپ است. این آهنگ در ۱۳ مارس ۱۹۸۵ منتشر شده و در ۱۳ می ۱۹۸۵ جز ۱۰ آهنگ برتر آلمان شد. بعد از سه هفته، این آهنگ به رتبه ۱ در جدول آلمان صعود کرده و تنها در کشور آلمان بیش از ۲۵۰هزار نسخه به فروش رفت.
رتبه این آهنگ در فرانسه ۸ بوده و بیش از ۵۰۰هزار نسخه از آن در فرانسه به فروش رسید.

## رتبه آهنگ در جداول کشورها
| کشور (سال ۱۹۸۵) | بهترین رتبه |
| --------------- | ----------- |
| اتریش           | ۱           |
| بلژیک           | ۲           |
| فرانسه          | ۸           |
| آلمان           | ۱           |
| ایتالیا         | ۳۹          |
| هلند            | ۶           |
| اسپانیا         | ۲           |
| سوئیس           | ۱           |
| بریتانیا        | ۷۰          |